# آلکس سارکیسیان
آلکس سارکیسیان (انگلیسی: Alex Sarkisian زاده ۱۳ ژوئیهٔ ۱۹۲۲ - درگذشته ۱۴ دسامبر ۲۰۰۴) یک بازیکن فوتبال آمریکایی ارمنی‌تبار بود؛ که در سال ۱۹۹۸ به تالار مشاهیر کالج فوتبال آمریکایی برگزیده شد.